# نادي الاتفاق
نادي الاتفاق السعودي لكرة القدم هو نادٍ كرة قدم سعودي محترف، أُسس عام 1944، مقرهُ مدينة الدمام في المنطقة الشرقية شرق السعودية، حقق نادي الاتفاق بطولة الدوري السعودي للمحترفين مرتين وبطولة كأس الملك مرتين وكأس ولي العهد مرة واحدة وبطولة دوري أبطال الخليج ثلاث مرات، و كأس العرب للأندية الأبطال مرتين وكأس الاتحاد السعودي ثلاث مرات. وحقق العديد من الاولويات

## التاريخ

### التأسيس والبقاء في الظل (1945-1960)
منذ تأسيس النادي عام 1945 وحتى نهاية الخمسينات الميلادية نافس الاتفاق على بطولات المنطقة الشرقية .

### عقد بداية الإنجازات (1961-1970)
خلال عقد الستينيات الميلادية بدأت كرة القدم تتطور وتصبح أكثر تنظيمًا في المملكة وبعد تأسيس الاتحاد السعودي لكرة القدم وإقامة بطولة كأس الملك وكأس ولي العهد إلى جانب بطولات المناطق بدأ نجم الإتفاق يلمع في سماء الكرة السعودية حيث خاض الفريق نهائي كأس ولي العهد للمرة الأولى في تاريخه عام 1963 لكنه تعرض لخسارة من نادي الاتحاد بنتيجة 6-2.
لعب الفريق عام 1965 نهائيين الأول كان على كأس الملك والثاني على كأس ولي العهد خسر الأول أمام النادي الأهلي 3-1 ونجح بالفوز بالثاني أمام الاتحاد بنتيجة 3-0 لتكون كأس ولي العهد باكورة بطولات النادي.
وفي العام التالي 1966 وصل مرة أخرى لنهائي كأس الملك وخسره مجددًا لكن هذه المرة أمام نادي الوحدة من مكة المكرمة بنتيجة 2-0.
وفي عام 1968 عاد الاتفاق لنهائي كأس الملك من جديد وهذه المرة واجه الهلال من الرياض ونجح النادي في تحقيق البطولة للمرة الأولى في تاريخه بعد مباراة مثيرة أنتهت بأربعة أهداف مقابل هدفين.

### الإبتعاد عن المنافسة والعودة إلى الظل (1971-1980)
لم يكن عقد السبعينيات الميلادية مميزًا للنادي فقد تراجع أداء الفريق وابتعد عن منافسة أندية الرياض وجدة على البطولات وأكتفى بالبقاء في الظل.
رغم ذلك وفي عام 1977 نجح الفريق في الصعود للدوري الممتاز بعد أن تم تصنيفه ضمن أندية الدرجة الأولى وحقق في العام التالي 1978 المركز الثالث في الدوري بفارق 8 نقاط عن المتصدر النادي الأهلي.
وفي عام 1979 تراجع الإتفاق وأنهى الدوري في المركز السادس وتكرر ذات المركز في عام 1980 بفارق 3 نقاط فقط عن مراكز الهبوط.

### العصر الذهبي (1981-1988)
لا شك أن عقد الثمانينيّات الميلادية هوا الأفضل والأنجح على الإطلاق خلال تاريخ النادي حيث تمكن من تحقيق معظم إنجازاته وضم حينها أفضل اللاعبين في سماء الكرة السعودية مثل صالح خليفة وعيسى خليفة وجمال محمد وأبو حيدر وفيصل البدين وسلمان حمدان وجميل العجاج وفؤاد المقهوي وعبد الله صالح وزكي الصالح وعادل الصالح وسلمان نمشان ومبارك الدوسري وسامي جاسم وعمر باخشوين وحمد الدبيخي ومروان الشيحة وسعدون حمود وعبد الحليم عمر وسمير هلال و عيسى النصار وغيرهم الكثير.
في موسم 1980/1981 أنهى الاتفاق الدوري في المركز الخامس مبتعدًا عن البطل النصر بفارق 6 نقاط فقط وفي كأس الملك خرج من الدور نصف النهائي أمام بطل المسابقة النصر بعد خسارته 2-1.
في موسم 1981/1982 تم إقرار إقامة الدوري بنظام الدمج حيث تم توزيع الأندية على مجموعتين يتأهل من كل مجموعة صاحب المركز الأول والثاني وحل الاتفاق ثالثًا في مجموعته خلف الشباب والنصر.
وفي كأس الملك غادر الإتفاق من الدور ربع النهائي بعد خسارة قاسية أمام الاتحاد بنتيجة 5-1.
في موسم 1982/1983 عاد نظام النقاط مرة أخرى للدوري ووصلت البطولة للجولة الأخيرة وكان الاتفاق ثانيًا خلف الهلال بفارق نقطة واحدة.
تمكن الإتفاق من انتزاع الصدارة مؤقتًا بعد فوزه في مباراته الأخيرة وانتظر الجميع مباراة الهلال أمام جاره النصر التي خسرها الهلال بأعجوبة ليتمكن الإتفاق من تحقيق لقب البطولة لأول مرة بتاريخه وكان لأول مرة بتاريخ الدوري يفوز نادي باللقب بدون أي خسارة.
نجح الفريق أيضًا في تحقيق كأس الخليج للأندية وكان قريبًا من تحقيق لقب كأس الملك لولا خسارته المباراة النهائية أمام أهلي جدة بهدف نظيف.
موسم 1983/1984 فشل الإتفاق في الدفاع عن لقبه في الدوري وحل ثالثًا خلف الاهلي والاتحاد وفي كأس الملك خرج من الدور ربع النهائي أمام الهلال بهدف نظيف لكنه عوض إخفاقه المحلي بتحقيق البطولة العربية للأندية الأبطال.
في موسم 1984/1985 احتل الإتفاق المركز الرابع في الدوري وفي كأس الملك وصل للمباراة النهائية أمام الهلال المدجج بالنجوم وبعد نهاية الأشواط الأصلية والإضافية بالتعادل الإيجابي تمكن الاتفاق من الفوز بركلات الترجيح ليحقق اللقب الثاني له في هذه المسابقة ومن أمام ذات الخصم نادي الهلال.
موسم 1985/1986 لم يتمكن الإتفاق من المنافسة على لقب بطولة الدوري وفي كأس الملك غادر من دور ربع النهائي وعلى المستوى الإقليمي حقق الفريق كأس الخليج للأندية .
في موسم 1986/1987 تمكن الإتفاق من تحقيق ثاني وآخر ألقابه على مستوى بطولة الدوري (حتى الآن) بعد أن تصدر المسابقة وبجدارة بفارق 3 نقاط عن أقرب ملاحقيه الهلال.
لكنه لم يقدم أداءً جيدًا في مسابقة كأس الملك حيث تعرض لخسارة مفاجئة أمام جاره المتواضع نادي النهضة ليغادر مبكرًا من دور ربع النهائي
موسم 1987/1988 فشل الإتفاق في المحافظة على لقبه في بطولة الدوري بعد أن حلّ ثانيًا خلف الهلال بفارق نقطتين فقط وكاد ان ينجح في تعويض إخفاقه في الدوري بتحقيق كأس الملك لولا خسارته غير المتوقعة في المباراة النهائية أمام اتحاد جدة بهدف نظيف.

### غياب الإنجازات الكبيرة (1989-1995)
منذ نهاية الثمانينيّات الميلادية إلى منتصف التسعينيات بدأ الإتفاق يتراجع بوضوح بسبب اعتزال معظم نجومه وارتفاع معدل أعمار اللاعبين وبعد تحقيق لقب كأس الأندية العربية عام 1990 وكأس الاتحاد السعودي عام 1991 ورغم أن الفريق استمر بالمنافسة وبقوة على الألقاب إلا أنه لم ينجح بتحقيق أي منها واكتفى غالبًا بالوصول إلى المراكز المتقدمة فقط.
لعب الفريق عام 1992 على نهائي الدوري بنظام المربع الذهبي أمام الشباب وخسره بركلات الترجيح

### الإبتعاد عن المنافسة والعودة إلى الظل (1996-2006)
بعد استقالة الرئيس الذهبي عبد العزيز الدوسري واعتزال معظم نجوم الجيل الذهبي للنادي تراجعت نتائج الفريق وابتعد عن المنافسة على الألقاب وفي الدوري اكتفى بمراكز الوسط في أغلب المواسم وأحيانًا كان ينافس على الهروب من الهبوط حتى الجولات الأخيرة وكان الفريق يخسر مبارياته ضد الأندية الكبيرة بنتائج ثقيلة.
في عام 2001 نجح الفريق في الوصول لنهائي كأس ولي العهد لكنه خسر بسهولة أمام الإتحاد وبثلاثية نظيفة.

### العودة إلى المنافسة (2007-2012)
في العام 2007 نجح الإتفاق في العودة إلى المنافسة من جديد وإن كان ليس بذات القوة كما في السابق وبجيل جديد بقيادة الكابتن صالح بشير والمحترف الغيني البرنس تاجو حقق الفريق بطولة كأس الخليج الودية.
وخاض أيضًا عام 2008 نهائي كأس ولي العهد أمام الهلال وخسر بهدفين مقابل صفر ثم في 2012 وفي ذات البطولة وأمام ذات الخصم خسر الإتفاق مجددًا النهائي بنتيجة 2-1.
عام 2012 نجح الإتفاق في تصدر القسم الأول من بطولة الدوري لكنه تراجع في القسم الثاني وأنهى البطولة رابعًا.

### الهبوط إلى دوري الدرجة الأولى 2014
بعد نهاية موسم 2012 أراد الرئيس عبد العزيز الدوسري إعادة بناء فريق جديد وقام بالتخلي عن نجوم مؤثرين مثل يحيى الشهري وبدأت نتائج الفريق بالتراجع بصورة ملحوظة حتى إعلان هبوط النادي رسميًا واحتلاله المركز ما قبل الأخير في الدوري وفي عام 2016 عاد الفريق مجددًا إلى الدوري الممتاز .

## لاعبون ومدربون لامعون
ومن أبرز المدربين الذين قادوا هذا الفريق المدرب الوطني خليل الزياني، وأبرز اللاعبين الذين مرّوا بالجيل الذهبي لهذا النادي صالح خليفة وعيسى خليفة وجمال محمد وأبو حيدر وفيصل البدين وسلمان حمدان وجميل العجاج وفؤاد المقهوي وعبد الله صالح وزكي الصالح وعادل الصالح وسلمان نمشان، ومبارك الدوسري وسامي جاسم وعمر باخشوين وحمد الدبيخي ومروان الشيحة وسعدون حمود وعبد الحليم عمر وسمير هلال. وفي عام 2014 هبط نادي الاتفاق لدوري الدرجة الأولى بعد خسارته من النادي الأهلي 2-1 في الدقائق الأخيرة من المباراة، وبهبوط نادي الاتفاق أصبحت جميع أندية الدمام والخبر والظهران خارج دوري الأضواء.
في تاريخ 27 أغسطس لعام 2015 ترك الأستاذ عبد العزيز الدوسري رئاسة النادي بعد رئاسة امتدت لثمانية وثلاثين عاما ولقب بالرئيس الذهبي، وحصل الاتفاق في عهده على 11 بطولة من أصل 13 بطولة للاتفاق على مدار التاريخ. وفي 2016 عاد الاتفاق رسميا إلى المنافسة في الدوري السعودي للمحترفين بعد تغلبه على نادي الطائي بهدفين لهدف. وفي يوليو 2023 تولى تدريب الفريق ستيفن جيرارد بعقد حتى الـ30 من يونيو 2027. في 30 يناير 2025، أعلن نادي الاتفاق السعودي تعيين سعد الشهري مدربًا للفريق حتى نهاية الموسم، خلفًا للمدرب الإنجليزي ستيفن جيرارد.

## نشيد النادي الرسمي
حُييّتَ بالترحيبْ *** يا صانعَ الأسماءْ
لك من صدى التاريخ *** بينَ السطورِ ثناءْ
يا فــارسَ الدهـنـاء
في الشرقِ في الدمامْ *** يشدو لك النهّامْ
ولنا في كلِّ مكان *** أنشودةُ وغناءْ
علمُ ُ من الاعلاْم *** كالفارسِ المقِدامْ
في ساحةِ الهيجاءْ *** يا فارسَ الدهناءْ
حُييّتَ يالاتفاقَ السَّـعـودي

## اللاعبون
مصدر
ملاحظة: تشير الأعلام إلى المنتخب بحسب قواعد الأهلية المعتمدة من قبل الفيفا؛ تنطبق بعض الاستثناءات المحدودة. وقد يحمل اللاعبون أكثر من جنسية لا تعترف بها الفيفا.
| الرقم | البلد     | المركز | اللاعب                              |
| ----- | --------- | ------ | ----------------------------------- |
| 1     | سلوفاكيا  | حارس   | ماريك روداك                         |
| 3     | السعودية  | مدافع  | عبد الله مادو                       |
| 4     | إسكتلندا  | مدافع  | جاك هيندري                          |
| 7     | الكاميرون | مهاجم  | كارل توكو إكامبي                    |
| 8     | هولندا    | وسط    | جورجينيو فينالدوم                   |
| 9     | فرنسا     | مهاجم  | موسى ديمبيلي                        |
| 10    | إسبانيا   | وسط    | ألفارو ميدران                       |
| 11    | جامايكا   | مهاجم  | ديماراي غراي                        |
| 12    | السعودية  | مدافع  | تركي المدني U19                     |
| 14    | البرازيل  | وسط    | فيتينيو                             |
| 15    | السعودية  | مدافع  | عبد الله البيشي U19                 |
| 16    | السعودية  | مهاجم  | بسام هزازي U19                      |
| 17    | السعودية  | وسط    | حسن المسلم U19                      |
| 18    | البرتغال  | مهاجم  | جواو كوستا                          |
| 21    | السعودية  | مهاجم  | عبد الله رديف (معار من نادي الهلال) |
| 23    | السعودية  | حارس   | أحمد الرحيلي                        |
| 25    | السعودية  | مدافع  | عبد الباسط هندي                     |
| 26    | السعودية  | مهاجم  | جلال السالم U19                     |

| الرقم | البلد    | المركز | اللاعب                                  |
| ----- | -------- | ------ | --------------------------------------- |
| 28    | السعودية | مدافع  | عبد الرحمن سحاري U19                    |
| 29    | السعودية | مدافع  | محمد عبد الرحمن                         |
| 33    | السعودية | مدافع  | مد الله العليان                         |
| 39    | السعودية | مهاجم  | محمد العيسى U19                         |
| 46    | السعودية | وسط    | عبد العزيز العليوه (معار من نادي النصر) |
| 61    | السعودية | مدافع  | راضي العتيبي                            |
| 70    | السعودية | مدافع  | عبد الله الخطيب                         |
| 77    | السعودية | وسط    | ماجد دوران                              |
| 87    | السعودية | مدافع  | مشعل الصبياني                           |
| 88    | السعودية | وسط    | عبد الإله المالكي (معار من نادي الهلال) |
| 92    | السعودية | حارس   | تركي بالجوش                             |
| 97    | السعودية | حارس   | مشعل الشهراني U19                       |
| --    | السعودية | حارس   | فيصل الشمري U19                         |
| --    | السعودية | مدافع  | مهند الحارثي U19                        |
| --    | السعودية | وسط    | عبد الحكيم المغفوري U19                 |
| --    | السعودية | وسط    | نواف الجناحي U19                        |
| --    | السعودية | وسط    | وليد الدوسري U19                        |

### المعارون
ملاحظة: تشير الأعلام إلى المنتخب بحسب قواعد الأهلية المعتمدة من قبل الفيفا؛ تنطبق بعض الاستثناءات المحدودة. وقد يحمل اللاعبون أكثر من جنسية لا تعترف بها الفيفا.
| الرقم | البلد    | المركز | اللاعب                                     |
| ----- | -------- | ------ | ------------------------------------------ |
| 6     | تركيا    | وسط    | بيرات اوزديمير (معار إلى إسطنبول بشاق شهر) |
| 13    | السعودية | مدافع  | حمدان الشمراني (معار إلى نادي الخلود)      |
| 19    | السعودية | وسط    | خالد الغنام (معار إلى نادي الهلال)         |
| 20    | السعودية | مهاجم  | ثامر الخيبري U19 (معار إلى نادي الرائد)    |
| 22    | السعودية | حارس   | بلال الدواء (معار إلى نادي الجندل)         |
| 26    | السعودية | وسط    | عبد المحسن الدوسري (معار إلى نادي مضر)     |
| 27    | السعودية | مهاجم  | رضا العبد الله U19 (معار إلى نادي الفيحاء) |

| الرقم | البلد                       | المركز | اللاعب                                   |
| ----- | --------------------------- | ------ | ---------------------------------------- |
| 32    | جمهورية الكونغو الديمقراطية | مدافع  | مارسيل تيسيران (معار إلى نادي الخليج)    |
| 35    | السعودية                    | وسط    | عبد الله خليفة (معار إلى نادي الصفا)     |
| 51    | السعودية                    | مدافع  | مشعل العلائلي (معار إلى نادي الوحدة)     |
| 80    | السعودية                    | وسط    | حامد الغامدي (معار إلى نادي التعاون)     |
| 90    | السعودية                    | وسط    | محمد محزري (معار إلى نادي التعاون)       |
| --    | السعودية                    | حارس   | عبد الله العويشير (معار إلى نادي الوحدة) |

## الألقاب والإنجازات
بطولة الأندية الخليجية
- البطل (3): 1983، 1988، 2006.[12][13]
- الوصيف (1): 2007

كأس الأمير فيصل بن فهد
- البطل (3): 1991، 2003، 2004.[12]
- الوصيف (4): 1987، 1995، 1996، 2005.[14]

بطولة الأندية العربية
- البطل (2): 1984، 1988.[12][15][16]

بطولة الدوري الممتاز
- البطل (2): 1983، 1987.[12][17][18]

بطولة كأس الملك
- البطل (2): 1968، 1985.[12]
- الوصيف (4): 1965، 1966، 1983، 1988.[14]

بطول كأس ولي العهد
- البطل (1): 1965.[12]
- الوصيف (4): 1963، 2001، 2008، 2012.[14]

بطولة المنطقة الشرقية
- البطل (10)، 1960، 1961، 1962، 1963، 1965، 1966، 1968، 1969، 1971، 1972.[12]

كأس سباتو
- البطل (1): 1371 هـ.[12]

كأس بلدية الدمام (إمارة الشرقية)
- البطل (1): 1374هـ، 1375هـ.[12]

كأس شهداء الجزائر
- البطل (1): 1379هـ.[12]

كأس فلسطين
- البطل (1): 1388هـ.[12]

كأس دورة المصيف
- البطل (1): 1406هـ.[12]

كأس دوري مرور المنطقة الشرقية لأندية المنطقة الشرقية
- البطل (1): 1406هـ.[12]

دوري كأس المرحوم محمد بن ناصر الجريان لأندية المنطقة الشرقية
- البطل (2): 1396هـ، 1397هـ.[12]

كأس الأمير فيصل بن فهد للمصيف
- البطل (2): 1408هـ.[12]

دورة تبوك الودية الدولية الثانية
- البطل (1): 2017.[12][19]

## وصلات خارجية
- المنتدى الرسمي
- الموقع الرسمي لنادي الاتفاق
- نادي الاتفاق - كورة
- ديربي الشرقية